# 453

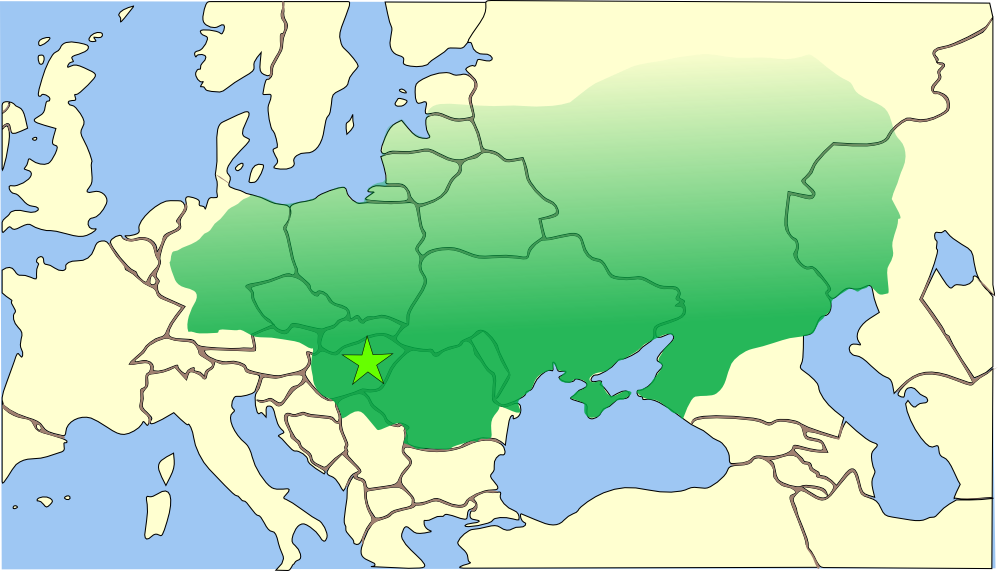
Het Hunnenrijk (453)

Het jaar 453 is het 53e jaar in de 5e eeuw volgens de christelijke jaartelling.

## Gebeurtenissen

### Europa
- Attila de Hun trouwt met de Germaanse prinses Ildiko, maar overlijdt bij de rivier de Tisza (huidige Roemenië) ten gevolge van een bloedneus (bloeduitstorting in de luchtpijp) tijdens een drankorgie. De Hunnen vieren zijn begrafenis met een "strava" (klaaglied) en het Hunnenrijk wordt verdeeld onder zijn zonen Ellac (troonopvolger), Dengizich en Ernakh. Zij rivaliseren over de nalatenschap van hun vader en vestigen hun eigen koninkrijk ten noorden van de Zwarte Zee (Oekraïne) met steun van vazalstaten.
- De Gepiden en Ostrogoten komen in opstand tegen de Hunnen. Ardarik met de vorsten Theodomir, Valamir en Vidimir vormen in Pannonië (Transdanubië) een Gotische coalitie.
- Theodorik II (r. 453-466) volgt zijn broer Thorismund op als koning van de Visigoten. Hij onderhoudt diplomatieke betrekkingen met keizer Valentinianus III en wordt een trouwe bondgenoot (foederati) van het West-Romeinse Rijk.

### Japan
- Anko (r. 453-456) volgt zijn vader Ingyo op als de 20e keizer van Japan.

## Geboren
- Brigida van Kildare, Iers heilige (overleden 523)

## Overleden
- Aelia Pulcheria (54), keizerin van het Byzantijnse Rijk
- Attila de Hun, koning van de Hunnen
- Ingyo, keizer van Japan (waarschijnlijke datum)
- Maurilius van Angers (89), missionaris en bisschop
- Song Wen Di, keizer van de Liu Song-Dynastie (China)
- Thorismund, koning van de Visigoten